# Seán MacBride
Seán MacBride (Paris, 26 de janeiro de 1904 — Dublin, 15 de janeiro de 1988) foi um político irlandês, presidente da anistia internacional.
Seu pai foi fuzilado pelos ingleses em 1916, sua mãe havia sido musa do poeta William Butler Yeats e ele próprio na adolescência esteve preso acusado de pertencer ao Exército Republicano Irlandês.
Foi ministro de relações exteriores da Irlanda e se envolveu com diversas causas, como a libertação do bispo de Praga, Josef Beran e de 152 presos políticos em Gana. Como secretário-geral da Comissão Internacional de Juristas, investigou as denúncias de tortura no Brasil por parte do Regime Militar. O relatório de 1970 concluiu: Hoje, no Brasil, a tortura não é mais um simples ingrediente dos interrogatórios judiciários. Ela se tornou uma arma política (...). A tortura é sistematicamente aplicada, às vezes antes mesmo que o interrogatório propriamente dito seja iniciado.
Recebeu o Nobel da Paz de 1974, juntamente com Eisaku Sato, pela dedicação constante pelos direitos humanos em diversas funções e organizações.